# Esercito Volontario per l’Indipendenza della Sicilia

Die Fahne der EVIS

Der Esercito Volontario per l’Indipendenza della Sicilia (EVIS; deutsch Freiwilligenarmee für die Unabhängigkeit Siziliens) war in der Nachkriegszeit eine separatistische Bewegung auf der italienischen Insel Sizilien. Er wurde im Oktober 1944 als bewaffnete Einheit gegründet, kurz nach der Gründung der politischen Sizilianischen Unabhängigkeitsbewegung (MIS) im Jahr 1943. Der EVIS wurde geführt von Antonio Canepa (auch bekannt unter dem Pseudonym Mario Turri), einem Professor der Universität Catania.

## Geschichte
Der EVIS entstand als bewaffneter Widerstand, aber auch als Kern einer ersten und regulären Armee der Sizilianischen Republik. Dem EVIS gehörten anfangs ca. 50 Mann an. Die jungen Leute versammelten sich in Uniform, agierten aber verteilt und geheim.
Am 17. Juni 1945 wurde Canepa zusammen mit zwei weiteren Anhängern des EVIS in einem Schusswechsel mit Carabinieri erschossen. Der Vorfall ist unter dem Namen des Tatorts, Murazzu Ruttu nahe Randazzo, bekannt. Die Todesumstände von Canepa und seinen Mitstreitern konnten vor Gericht nicht abschließend geklärt werden; bis heute sind sie Gegenstand vielfältiger Spekulationen bis hin zu der Annahme, es hätte ein Mordkomplott der Rechten in der sizilianischen Unabhängigkeitsbewegung gegen den Kommunisten Canepa gegeben. Mit Canepas Tod begann der Niedergang der separatistischen Bewegung auf Sizilien, der schon 1947 abgeschlossen war.
Der berühmte EVIS-Befehlshaber Salvatore Giuliano führte den Guerillakrieg noch weiter bis zu seinem Tod im Jahr 1950, der ebenfalls ungeklärt ist.